# Juvenia Stadium
Le Juvenia Stadium est un stade de rugby à XV situé à Cracovie, en Pologne.
Il accueille précédemment des matchs de football, mais accueille depuis 1973 des matchs de rugby à XV.
C'est le stade d'entraînement du Juvenia Cracovie. Il a une capacité de 800 places et est inauguré en 1911. 2 tournois internationaux de rugby ont lieu chaque année au Juvenia Stadium: Krakow Rugby Festival et Krakow7s